# She-Hulk
She-Hulk, o Hulka en España (Jennifer Walters, también llamada Giganta Jade o Glamazonia en muchas de las traducciones al español) es una superheroína ficticia que aparece en los cómics estadounidenses publicados por Marvel Comics. Fue creada por Stan Lee y John Buscema y apareció por primera vez en la historieta Savage She Hulk #1 (noviembre de 1979).Walters es una abogada que, después de una lesión, recibió una transfusión de sangre de emergencia de su primo, Bruce Banner, y adquirió una versión más leve de su condición de Hulk. Como tal, Walters se convierte en una versión grande, poderosa y de tonos verdes de sí misma; sin embargo, a diferencia de Banner, aún conserva en gran medida su personalidad: en particular, conserva la mayor parte de su inteligencia y control emocional, aunque al igual que Hulk, todavía es susceptible a los arrebatos de ira y se vuelve mucho más fuerte cuando se enfurece. En series posteriores, su transformación es permanente y, a menudo, rompe la cuarta pared para lograr efectos humorísticos y gags recurrentes, como el primer personaje importante de Marvel en hacerlo con frecuencia,por delante del más famoso rompedor de la cuarta pared, Deadpool.
She-Hulk ha sido miembro de los Vengadores, los Cuatro Fantásticos, Héroes de Alquiler, los Defensores, Fantastic Force y S.H.I.E.L.D.. Como abogada altamente calificada que se convirtió en superhéroe por accidente, con frecuencia aprovecha su experiencia legal y personal para servir como asesora legal de asesorar a varios superhéroes y otros metahumanos.
She-Hulk ha sido descrita como una de las heroínas más notables y poderosas de Marvel.
She-Hulk debutó en acción en vivo en She-Hulk: Attorney at Law (2022), una miniserie de televisión como parte del Universo cinematográfico de Marvel en Disney+, interpretada por la actriz Tatiana Maslany.

## Historia de la publicación
She-Hulk fue creada por Stan Lee y John Buscema en Savage She-Hulk #1. Aunque el primer número tenía como fecha oficial en la portada febrero de 1980, en realidad apareció en las estanterías antes de la Navidad de 1979. Por tanto, She-Hulk fue posiblemente la última gran creación publicada por Stan Lee durante su período más prolífico y aclamado por la crítica, los años 60 y 70. She-Hulk también apareció en la serie limitada, Marvel Super Hero Contest of Champions (junio a agosto de 1982), en el que numerosos superhéroes son secuestrados de la Tierra para luchar en el espacio.
En el primer aniversario del personaje, Hulka apareció como invitada en Spidey Super Stories #50 (enero de 1981). Spidey Super Stories fue una serie de Spider-Man orientada a los niños que estaban aprendiendo a leer. Esta serie estaba patrocinada por The Electric Company, un programa del canal de televisión estadounidense PBS, Public Broadcasting Service, en el que actuaba un joven Morgan Freeman y se presentaban las primeras historias de animación real de Spider-Man.
La serie Savage She-Hulk terminó en marzo de 1982 con el número 25. Unos meses después, Hulka apareció en Marvel Two-in-One #88 (junio de 1982), en el que intentaba seducir a La Cosa y le ayudaba a detener un supervillano que atacaba una central eléctrica.
Poco después pasó a ser miembro de Los Vengadores, en Avengers #221 (julio de 1982). Se unió al mismo tiempo que Hawkeye, quien volvía a integrarse al grupo, después de haber sido expulsado del mismo. Asimismo, ocasionalmente apareció como invitado en El Increíble Hulk, como por ejemplo en el número 282 (abril de 1983). Entonces, al concluir la primera miniserie de las Secret Wars, se unió a Los 4 Fantásticos.
Durante el tiempo que participó junto a Los 4 Fantásticos apareció en el número 18 de Marvel Graphic Novel, en noviembre de 1985.
Volvió a tener serie propia en 1989, The Sensational She-Hulk. En 1990 apareció en el número doble She-Hulk: Ceremony. The Sensational She-Hulk duró hasta el número 60, en febrero de 1994, convirtiéndose en la serie más larga de Hulka hasta ahora. Afortunadamente, Hulka mantuvo su trabajo diurno con Los Vengadores durante el tiempo que estuvo publicándose Sensational She-Hulk, y continuó participando en El Increíble Hulk cada cierto tiempo.
Después de la cancelación de su segunda serie propia, Hulka continuó haciendo apariciones puntuales o como respaldo, como por ejemplo en Marvel Fanfare (diciembre de 1989) y el número 4 de Avengers Unplugged (abril de 1996), e hizo apariciones en El Increíble Hulk (incluyendo diciembre de 1993) y Los Vengadores, además de un papel coprotagonista en la serie de finales de los 90 Doc Samson. Su siguiente aparición importante fue en mayo de 2002, en el número único La Cosa y Hulka: la larga noche.
Recuperó su propia serie, Hulka, dos años más tarde. A pesar de las críticas favorables y la publicidad de un artículo de portada de la revista Wizard, la serie no constituyó ningún éxito comercial. Marvel la canceló en el número 12, en abril de 2005.
Pero la Gigante de Jade no se rendiría. Marvel Comics anunció sus planes de relanzar su título en solitario en octubre de 2005, con un nuevo número 1. La serie mantuvo al escritor Dan Slott y el entorno legal. El tercer número de la nueva serie resultó ser el número 100 de los cómics de Hulka, y contó con la participación de numerosos artistas, quienes mostraron su propia interpretación de la imagen del personaje. Una ausencia destacada entre esos artista fue la de John Byrne, cuyas historias de Hulka para Los 4 Fantásticos, una novela gráfica de Hulka y Sensational She-Hulk ayudaron a popularizar el personaje durante los 80 y 90.
El número también incluía reediciones completas de los primeros números de las series Savage y Sensational, e incluso las incorporaban en la historia, rompiendo el cuarto muro, tal y como era común durante la etapa Byrne en Sensational.
A juzgar por el vasto número de sitios web con ilustraciones e historias de Hulka realizadas por sus fanáticos, todo apunta a que ella continúa siendo significativamente popular.

## Historia

### Savage She-Hulk
Jennifer Walters, prima de Bruce Banner (Hulk), es la pequeña y algo tímida hija del alguacil del condado de Los Ángeles, William Morris Walters y Elaine (nacida Banner) Walters (quien murió en un accidente automovilístico cuando Jennifer tenía diecisiete años). Los operativos de Nicholas Trask, un jefe criminal que se había cruzado con su padre, le dispararon y la hirieron gravemente un día en que Bruce Banner estaba de visita en la ciudad. Como no había otros donantes con su tipo de sangre disponibles, Banner proporcionó su propia sangre para una transfusión; como ya compartían el mismo tipo de sangre y ADN, su radioactiva sangre, combinada con su enojo, transformó a Jennifer en She-Hulk (Hulka) de piel verde cuando los mafiosos intentaron acabar con ella en el hospital.
Como She-Hulk, Jennifer poseía poderes similares a los de su primo, aunque a un nivel reducido. Ella también poseía una apariencia menos monstruosa y más amazónica. Inicialmente, la ira hacia su forma She-Hulk se desencadenó (como con Bruce Banner). Al igual que su primo Bruce, su homólogo, el Líder, Doc Samson y la mayoría de las otras personas mutiladas por la exposición a la radiación gamma a lo largo de los años, su forma mutada se explicó originalmente como moldeada por su deseo subconsciente de parecerse a la mujer ideal. Ella finalmente toma el control de sus transformaciones, cuando Michael Morbius la cura de una letal enfermedad de la sangre. Como abogada de defensa criminal, ella defendió a Morbius en su juicio por sus asesinatos vampíricos y logró reducir la condena a homicidio involuntario, considerando su condición médica.
Finalmente, Jennifer decide que va a conservar su forma de She-Hulk permanentemente, prefiriendo la libertad, confianza y asertividad que le dio en comparación con su forma "normal" más tímida y frágil. Después de su breve carrera en solitario, se unió a Los Vengadores. Esto llevó a su ser transportada al Battleworld por el Beyonder y su participación en las Guerras Secretas, más notable por desencadenar su rivalidad de larga data con la Titania recién empoderada. Después de que los héroes regresaron a la Tierra, ella temporalmente reemplazó a la Cosa como miembro de los Cuatro Fantásticos.
Durante su mandato con los Cuatro Fantásticos, She-Hulk conoció y comenzó un romance con Wyatt Wingfoot. Un día, tuvo que evitar una fuga de radiación en un Helicarrier de S.H.I.E.L.D. derribado. Esta exposición a la radiación tuvo un efecto drástico en Jennifer: ya no podía volver a transformarse en su forma humana original. Sin embargo, este fue un giro agradable para ella, ya que ella prefería ser She-Hulk, y mucho después se supo que el bloqueo era puramente psicológico.
Poco después, apareció ante el Tribunal Supremo, donde luchó contra Titania nuevamente.

### Sensacional She-Hulk
Después de sus años con los Cuatro Fantásticos, She-Hulk se unió a los Vengadores por un tiempo. Ella se hipnotizó por Ringmaster para convertirse en un artista intérprete o ejecutante en su circo, y luchó contra Headmen. Con Spider-Man, ella derrotó a Headmen y se convirtió en asistente del fiscal de distrito y comenzó a trabajar para el fiscal de distrito de la ciudad de Nueva York Blake Tower. Aquí conoció a Louise "Weezie" Grant Mason, antigua superheroína de la era dorada, la Blonde Phantom. Tuvo una larga serie de encuentros inusuales, incluyendo cuando luchó contra el Doctor Bong, primero contendió contra Xemnu el Titán, se encontró con "Nick St. Christopher", y se encontró con "Spragg the Living Hill / Comet".
Sensacional She-Hulk # 15 presentó una versión gris de She-Hulk que apareció solo de noche y compartía muchas cosas en común con Hulk, como tener una mente infantil, hablar en tercera persona y divorciarse de su identidad de Jennifer Walters, refiriéndose a Jennifer como "Jennifer insignificante", She-Hulk volvió a la normalidad en el siguiente número, con su coloración verde volviendo en Sensational She-Hulk # 17. Más tarde, She-Hulk descubrió que Louise Mason había manipulado la Torre para que la contratara, para que Mason volviera a protagonizar un cómic (y así evitar morir de vejez). Luego, Héroes de Alquiler, She-Hulk pasó algún tiempo saliendo con Luke Cage.
Después de un tiempo, She-Hulk regresa a Los Vengadores. La exposición repetida a la presencia de su compañero de equipo Jack de Corazones, que tiene la capacidad innata de absorber la radiación que lo rodea, hace que She-Hulk no pueda controlar sus cambios, lo que provocó que rasgara la Visión por la mitad. Luego se revela que todos los eventos fueron causados por la Bruja Escarlata. Ahora, cuando tiene miedo, no solo se convierte en She-Hulk, sino que su mente se enloquece por la paranoia y la ira. Jennifer huye, por temor a poner en peligro a sus amigos y a otras personas, lo que lleva a la historia de "Buscar a She-Hulk".
Los otros Vengadores la rastrean hasta la ciudad de Bone, Idaho, donde Jennifer yace baja, pero la ansiedad de ser encontrada la impulsa a cambiar, causando que ella dañe gran parte de la ciudad. Su primo aparece pero no razona con ella; él "se entristece" y los dos pelean: la devastación en la ciudad posteriormente es culpa de Hulk.
Las limitaciones psicológicas inhiben su transformación entre sus dos formas. Por un tiempo, como se detalla en "She-Hulk" # 4, marzo de 2006, Jennifer trabaja como voluntaria de socorro para ayudar a reparar Bone. Ella gana confianza después de resolver un misterio de asesinato, revela su alter ego verde a toda la ciudad, y luego usa su fuerza para hacer muchas más reparaciones. Esto, combinado con el nuevo 'cambiador gamma' de Leonard Samson, le da control total sobre sus transformaciones para, como ella dijo, 'el momento'.

### Liga de la Justicia y Vengadores
En el crossover de DC y Marvel de la Liga de la Justicia y los Vengadores, She-Hulk aparece por primera vez siendo manipulada por Starro cuando los Vengadores la batallan, agarrando a una sorprendida Ms. Marvel (Carol Danvers) por su pierna, antes de que la última la arrebate con sus poderes. Más tarde asiste a los Vengadores en la búsqueda posterior de los doce artefactos necesarios para atrapar al villano de DC Krona, primero luchando contra Aquaman en Asgard, y más tarde en la Tierra Salvaje con el resto de los héroes. Durante la batalla final contra Krona y sus fuerzas, ella ayuda a Wonder Woman en su batalla contra Surtur, y finalmente aparece al final como uno de los héroes que comenzó todo el evento.

### Soltera verde femenina
Los eventos de The Search for She-Hulk, combinados con su propia falta de responsabilidad personal y las posibles ramificaciones legales de salvar a los jurados influyentes del mundo, llevan a Jennifer a la profesión legal en una capacidad de tiempo más completo, cuando se le solicitó ejercer la abogacía en la división de leyes sobrehumanas de la firma neoyorquina Goodman, Lieber, Kurtzberg & Holliway (GLK & H). Esta oferta depende de que Jennifer siga siendo humana mientras trabajaba para la empresa.
Mientras practica en GLK & H, Jennifer gradualmente se siente cómoda tanto con She-Hulk como con Jennifer Walters, dándose cuenta de que tiene mucho que ofrecer al mundo en ambas formas. Durante una de estas aventuras, se da cuenta de su fortaleza ya que She-Hulk depende de su fuerza como Walters y se desarrolla en su forma humana. Por lo tanto, aumenta exponencialmente sus poderes como She-Hulk.

### Civil War
She-Hulk se inscribió bajo la Ley de Registro Sobrehumanos y fue partidaria de Tony Stark (Iron Man). Sin embargo, como abogada asesoró a personas de ambos lados de la guerra civil de los superhéroes. Aceptó presentar una demanda contra Peter Parker por fraude en nombre de su suegro, el director del Daily Bugle, J. Jonah Jameson. Su intención era mantener la demanda amarrada en los tribunales indefinidamente. También fue la abogada de Speedball en Civil War: Front Line.
En She-Hulk # 14 (2006), Clay Quartermain de SHIELD le informa a Jennifer que ha sido reclutada por la organización como resultado de su registro. Su misión fue luchar contra varios enemigos de Hulk mientras entrena héroes bajo la Iniciativa. Sirvió con los Hulkbusters: Clay Quartermain, y los agentes Crimson, Cheesecake y Beefcake.

### World War Hulk
Debido a su participación en SHIELD, She-Hulk obtiene un poco de información que sugiere que la organización sabe del paradero de su primo. Anticipando un problema, Tony Stark ha inyectado secretamente a She-Hulk con SPIN Tech que la transforma en forma humana. Enfurecida, le dice a Stark que, aunque puede haber sacado a She-Hulk de la ecuación, todavía tiene que enfrentarse a Jennifer Walters, una de las mejores abogadas del país. Jennifer le informa a Stark que ha calculado mal: She-Hulk lo habría golpeado, pero Jennifer Walters tiene la capacidad de destruirlo.
De camino a casa, Jennifer se encuentra con Amadeus Cho, un joven genio que busca amigos de Hulk. Cho, a quien Hulk una vez salvó, descubrió lo que los Illuminati le hicieron a Hulk, y quiere ayuda para encontrarlo. Cho restablece temporalmente los poderes de Jennifer para que pueda llevarse a Doc Samson, quien llegó a aprehender a Cho por Reed Richards y Tony Stark. Cho dice que puede restaurar permanentemente los poderes de Jennifer si ella se une a él, pero ella se rehúsa cortésmente, en cambio lo dirige a Hércules y Ángel.
En World War Hulk # 1, un She-Hulk reactivado asiste en la evacuación de Manhattan; en el n. ° 2, intenta razonar con su primo, que acaba de destruir la Torre Stark durante su batalla con Iron Man. Hulk le advierte que se vaya, pero ella se mantiene firme. Después de que le pega un puñetazo directamente a la cara, Hulk la estrella contra el suelo, creando un cráter alrededor de su cuerpo. A medida que pasa a su próxima confrontación, todo lo que Jennifer puede decir es: "Dios nos ayude a todos".
Jennifer está cautiva con los otros héroes derrotados en el Madison Square Garden, que Hulk ha convertido en una arena de gladiadores. A los héroes se les han implantado los mismos discos de obediencia que obligaron a Hulk y sus aliados a luchar entre sí durante su tiempo en el planeta Sakaar.
En She-Hulk # 19, Jennifer regresa a la firma de abogados para trabajar en demandar a Tony Stark por robar sus poderes. Ella es citada para dar un testimonio en un caso en el que Mallory Book está tratando de demostrar que el Líder, tiene los actos delictivos son el resultado de un cambio de personalidad inducido por su mutación, y una adicción a sus poderes irradiados con rayos gamma, y que, por lo tanto, no puede ser considerado responsable de sus acciones. Durante su testimonio, Jennifer se da cuenta de que ella misma es "adicta" a ser She-Hulk; Mallory la obliga a admitir que ha tenido una larga lista de parejas sexuales como She-Hulk. Después del testimonio, Pug aparece y los dos pasan una noche juntos como amigos, lo que la anima. Ella se enfrenta a Mallory al día siguiente y le dice que pondrá fin a su caso Líder. Sin embargo, en She-Hulk # 20, se revela que el Líder ha sido absuelto de sus crímenes.
Existe una aparente inconsistencia entre las historietas de She-Hulk y World War Hulk: en She-Hulk # 19, el líder está siendo juzgado en la ciudad de Nueva York, que se está limpiando después del reciente ataque de Hulk. La acción en el problema tiene lugar durante o después de los eventos de World War Hulk. Sin embargo, Jennifer aparece como She-Hulk en el primer y segundo número de "World War Hulk", durante el cual Hulk está destruyendo la ciudad de Nueva York. La discrepancia se resuelve en She-Hulk # 20: Jennifer explica que Tony Stark deshabilitó temporalmente a los nanobots para permitirle ayudar en la batalla contra su primo, solo para reactivarlos cuando la batalla terminara. Ella enmienda su demanda contra Stark para exigir la desactivación permanente de los nanobots.

### Post-World War Hulk
En algún momento después de la Segunda Guerra Mundial Hulk, Jennifer fue llevada ante el Tribunal Viviente y se le pidió que sopesara su universo contra una nueva y mejor versión de "esposa cósmica trofeo", descrita por Walters como "un universo supremo". Su universo gana, y ella renuncia a Magistrati.
Después del juicio del Líder, Artie Zix se revela como RT-Z9 y mantiene al personal principal de GLK & H como rehenes mientras les hace preguntas por orden de un grupo de alienígenas de una esquina de la galaxia recientemente descubierta por el Vigilante Qyre. Los alienígenas, llamados The Recluses, desean mantener su existencia en secreto. She-Hulk decretó anteriormente que Qyre no revela el conocimiento de la existencia de Recluses en las reuniones de los Vigilantes. Esto tuvo serias repercusiones: se revela al final de She-Hulk# 20 que un ser malvado ha conquistado esa porción de la galaxia, y está preparando un asalto a toda la creación. Qyre, que tiene conocimiento del plan, no puede hablar de ello con nadie más. En la contrarreloj de She-Hulk, se reveló que sus acciones hicieron posible un evento destructivo llamado Guerra de Reconocimiento. Sin embargo, los comentarios hechos por el futuro Southpaw, divulgan que la guerra, aunque sea un tiempo terrible y oscuro, será resuelta favorablemente.
Jennifer Walters, una degenerada permanentemente, descubre que los turistas de un universo alternativo, denominado universo Alpha, cruzan su universo, que llaman Beta, para acceder a las superpotencias y se encuentra cara a cara con su propio doppelganger. Jennifer confirma que su homólogo Alpha durmió con Juggernaut, pero su enojo rápidamente se convierte en tristeza al darse cuenta de que sin sus habilidades, la Alpha Jennifer Walters, aunque no está familiarizada con la ley sobrehumana, es mucho más adecuada para la vida en el universo Beta. Al darse cuenta de esto, decide que irá al universo Alpha y dejar que la otra Jennifer Walters se haga cargo de ella.
Mientras ella cruza el portal, Reed Richards se da cuenta de que puede usar la configuración previamente almacenada del Alpha She-Hulk para restaurar los poderes de Jennifer. Habiendo recuperado sus habilidades, Jennifer permanece en la realidad de su hogar, mientras que Alpha Jen Walters regresa a su propio universo y se reconcilia con su novio, Alpha Augustus "Pug" Pugliese.
En un momento no especificado después de la Segunda Guerra Mundial Hulk, She-Hulk ayuda a Tony Stark con la investigación del asesinato de Emil Blonsky. Mientras estaba en el Helicarrier de Stark, ella fue atacada y golpeada por el Hulk Rojo, pero jura desquitarse por la humillación deliberada. Más tarde ayuda a prevenir víctimas en San Francisco después de que Red Hulk causó un terremoto en la zona, y reúne a Thundra y Valkyrie para capturarlo.
Algunos meses después de recuperar sus habilidades, Jennifer se encargó de defender a un asesino acusado llamado Arthur Moore. Mientras ella tuvo éxito en defenderlo, inmediatamente después de que se aseguró su libertad, afirmó ser culpable y le mostró imágenes de los crímenes de los que había sido acusado. El horror de Jennifer por lo que le estaban mostrando, combinado con el regodeo de Moore, fue suficiente para impulsar su furia hasta el punto de convertirse en El salvaje She-Hulk una vez más. Ella lo atacó y amenazó con matarlo si no se le daba la pena de muerte. También le dijo a todos al alcance del oído que era culpable y respaldó su acusación al revelar información privilegiada. Esto resultó en su inhabilitación. Más tarde, Jennifer descubrió que Moore era realmente inocente; las imágenes que él le había mostrado habían sido falsas. También se reveló, aunque no a Jennifer, que Moore esperaba lograr que reaccionara exactamente de la manera en que lo hizo, ya que sus empleadores querían que She-Hulk fuera inhabilitada para fines aún desconocidos. Incapaz de practicar la ley más, Jennifer comenzó a trabajar para Freeman Bonds Inc. - una subsidiaria de GLK & B - como cazarrecompensas con su compañera Skrull, Jazinda.
.Más tarde, Stark la reclutó como miembro de una encarnación patrocinada por la Iniciativa de los Defensores por un tiempo corto hasta que Tony Stark disolvió el equipo. Después, ella continuó ayudando al líder del equipo, Nighthawk, por un breve tiempo. Eso fue hasta que pudo unirse por completo al equipo en la solicitud de Nighthawk y que estaría lejos de la Iniciativa.
Juntos tienen varias aventuras, incluso se encuentran con Hércules, pero pronto terminaron involucrados en medio de Secret Invasion.

### Secret Invasion
Durante la toma Skrull de la Tierra durante Secret Invasion, She-Hulk y Jazinda cazan a un miembro de los Skrulls que funciona como su líder religioso. X-Factor inicialmente impide su progreso, pero se separan en términos inciertos. She-Hulk y Jazinda capturan al Skrull y las dos heroínas llevan el Skrull a Nueva York, donde se encuentran con el Super-Skrull, Kl'rt. Kl'rt vino a matar a su hija, Jazinda, yendo tan lejos como para dispararle en la cabeza. Debido a sus propiedades regenerativas, Jazinda todavía no estaba completamente muerta. El líder religioso Skrull quiere eliminar por completo su capacidad regenerativa, pero Kl'rt lo detiene después de que She-Hulk suplique a su naturaleza paternal, aprovechando su culpa por no poder salvar a su hija que había muerto en una guerra anterior.

### Damas Libertadoras
Algún tiempo después de que la invasión de Skrull es derrotada, el país de Marinmer sufre un devastador terremoto. Como las víctimas del terremoto son miembros de un grupo religioso minoritario, el gobierno de Marinmer ha confiscado todos los paquetes de ayuda humanitaria, y debido a los fuertes vínculos de Marinmer con países poderosos como China y Rusia, otras naciones se niegan a intervenir por temor a provocar una guerra. She-Hulk y varios miembros de Damas Libertadoras entran secretamente a Marinmer con la intención de robar los paquetes de ayuda confiscados y distribuirlos a las víctimas del terremoto. La Guardia Invernal intenta detenerlos, pero se dan por vencidos después de ver la difícil situación de las víctimas del terremoto. Luego, el gobierno de EE. UU. intenta arrestar a She-Hulk por sus acciones en Marinmer, pero retira los cargos para evitar la vergüenza política. Con la opinión pública abrumadoramente a su favor, She-Hulk parece estar lista para recuperar su licencia legal,cuando Jazinda es capturada por el Behemoth después de que él la ataque por error, pensando que ella es la verdadera She-Hulk. Luego, Jazinda es llevada al laboratorio del gobierno y experimentan brutalmente con ella cuando se descubre su capacidad de resucitarse a sí misma de entre los muertos. Jazinda contacta a She-Hulk telepáticamente a través de un dispositivo de lectura mental secretamente implantado y le advierte que el gobierno va a venir a interrogarla sobre su relación. Jazinda le dice a She-Hulk que diga que no sabía que ella era una Skrull y justo antes de morir / inconsciente le dice a She-Hulk, "Siempre he...". She-Hulk intenta mantener la negación, pero cuando ve que Jazinda está a punto de ser vivisecta, pierde el control y rompe a Jazinda. El Behemoth intenta detenerla pero She-Hulk lo derrota con la ayuda de las Damas Libertadoras. Más tarde se revela que Mallory Book, su exjefe, estaba detrás de todas las cosas malas que le sucedían a She-Hulk junto con un grupo llamado "Cuarto Muro".

### Dark Reign
En el número de 4 partes, All-New Savage She-Hulk, Jennifer pelea contra Lyra, la hija de realidad alternativa de Hulk y Thundra después de que llega a la realidad de Tierra-616 por el ADN del hombre más fuerte. Mientras Jennifer y Lyra estaban peleando, Sentry la echa a la basura creyendo que el hombre al que Lyra se está refiriendo es él. She-Hulk luego regresa, enfurecida, y golpea a Sentry en el suelo. Luego ayuda a Lyra a escapar de la Torre de los Vengadores.

### M.I.A
En Incredible Hulk # 600, Jennifer encarga a Ben Urich que descubra la identidad de Rulk. Ella le informa que no puede, ya que ha hecho demasiadas preguntas a las personas equivocadas. Le pide a Urich que traiga un fotógrafo (Peter Parker), y se reúne con él, junto con su informador, Doc Samson, y se aventuran en una base S.H.I.E.L.D. que es en realidad un frente para A.I.M. y el Programa Gamma Power Super Soldier del General Ross. Leonard Samson parece tener un colapso, pero en realidad se está convirtiendo en Samson. Samson afirma ser más fuerte y más rápido (y es más grande en tamaño, tiene el pelo más largo y una cicatriz de relámpago) que Jennifer. El dúo que se enfrenta son moderados por M.O.D.O.K. y la instalación explota luego de una pelea entre Rulk y Hulk; Jennifer, Samson (quien ha vuelto a Leonard) y Rulk quedan atrapados en la explosión.
El estado de Jennifer es desconocido y Rulk no revela nada a Urich cuando los dos se encuentran por segunda vez.
Mientras She-Hulk es M.I.A., la Red She-Hulk hace su primera aparición donde dice que Jennifer Walters está muerta. Más tarde se demostró en un flashback que Red She-Hulk impidió que Jennifer Walters escapara de la custodia de A.I.M. Durante esta batalla, Red She-Hulk golpeó brutalmente a Jennifer y le rompió el cuello con un cable. En el último panel, Jennifer Walters parecía estar muerta con el Red She-Hulk de pie sobre su cuerpo. Aunque la Red She-Hulk afirma que no conocía su propia fuerza, entonces le pregunta a Doc Samson si fue la verdadera She-Hulk o un Life Model Decoy al que Samson responde: "Estás aquí para seguir las órdenes, no preguntar". Lyra más tarde se infiltra en la Inteligencia, donde encuentra a Jennifer en estasis. Luego de una breve pelea con Red She-Hulk, las tres deciden unirse para derrotar a las fuerzas de Inteligencia.

### Increíbles Hulks
Tras la derrota de Inteligencia, Jennifer comienza a viajar con su primo Bruce, Skaar, Korg, Rick Jones y Betty Ross. Poco después de los acontecimientos de la Segunda Guerra Mundial de Hulk, Skaar se da cuenta de que su hermano Hiro-Kala se acerca y que tiene la intención de estrellar el planeta K'ai en la Tierra. She-Hulk está en el equipo ya que logran evitar el desastre con éxito. Al regresar a la Tierra, encuentran el mundo en llamas, ya que está al alcance de la Guerra del Caos. Viajan al Infierno, donde luchan y derrotan al Rey del Caos. Al regresar a una Tierra restaurada, son recibidos como monstruos.
En algún momento antes o después de estos eventos, Jennifer y Lyra se instalan en Nueva York, donde Lyra comienza a asistir a la escuela secundaria en un intento de obtener una comprensión de la humanidad tal como ocurre en esta línea de tiempo. Además de ayudar a integrar a Lyra en la sociedad, también están involucrados en tratar de reunir a los miembros restantes de la Inteligencia.
Logran acorralar a la Inteligencia pero el Mago es capaz de escapar de la prisión y persigue a Lyra en su fiesta de graduación, casi matándola antes de que She-Hulk intervenga, noqueando a Mago pero no antes de que la identidad secreta de Lyra se vea comprometida. El resto de los alumnos recurren a Lyra como resultado de la fecha de su baile de graduación y lesionan a todos en el baile. She-Hulk le explica después que tienen que irse y que a pesar de ser héroes, la vida de Hulk a menudo es solitaria.

### Cuatro Temibles
Durante la historia de Fear Itself, She-Hulk se une con Howard el pato, Nighthawk y el Monstruo de Frankenstein para formar un equipo de cuatro personas llamado Cuatro Temibles para detener al Hombre Cosa de su camino destructivo. Más tarde descubren una trama de Psycho-Man para usar la empatía volátil del Hombre Cosa para crear un arma.

### Fundación Futura
Antes de un viaje que abarque el tiempo y el multiverso de los Cuatro Fantásticos y la familia, la Cosa le pide a She-Hulk que sea miembro de la Fundación Futura.

### Doc Verde
Cuando Hulk es elevado a "Doc Green" - una versión de Hulk que posee el intelecto de Bruce Banner - después de ser tratado por un disparo en la cabeza como Bruce Banner por el uso del virus Extremis, se dispone a atacar y curar otras gammas mutaciones basadas en Steve Rogers intenta ordenarle a Hulk que se detenga antes de ir tras She-Hulk, pero cuando Doc Verde finalmente la confronta, en cambio admite que ha llegado a reconocer que se está acercando peligrosamente al Maestro, como parte de él disfrutó eliminando a sus "rivales", habiendo decidido en su lugar aceptar la eventual pérdida de su intelecto cuando el Extremis se desgastó en lugar de arriesgarse a que esa persona emergiera. Al informarle a She-Hulk que ella es la única mutación gamma cuya vida sintió que había mejorado legítimamente con su condición, Doc Verde le proporciona la última inyección de su cura y le pide que la use con él si va demasiado lejos en sus esfuerzos. para detener una versión de I.A de sí mismo que él creó y desató.

### Gwenpool
En el primer especial de Navidad de Gwenpool, Howard el pato la invitó a la fiesta de Navidad de She-Hulk con la condición de que no había matado a ningún chico bueno recientemente. Ella aparece y hace karaokes con Ms. Marvel. También había una imagen de una sola toma de ella sosteniendo muérdago sobre su cabeza e invitando a She-hulk a besarla mientras la Sra. Marvel miraba con alegría de niña. Asistieron docenas de superhumanos, lo que demuestra que tanto si actúa como un héroe como si no, She-hulk mantiene fuertes lazos con la supercomunidad.

### Civil War II
Durante la historia de Civil War II de 2016, después de que el Inhumano Ulises predice la llegada de Thanos a la Tierra, She-Hulk fue mortalmente herida por un ataque directo del villano en cuestión. Cuando Iron Man descubre que utilizaron el poder premonitorio de Ulises para emboscar a Thanos, promete asegurarse de que nadie lo vuelva a usar. Antes de que She-Hulk sufra un paro cardíaco, le dice al Capitán Marvel que pelee por el futuro. Después de que Hawkeye fue absuelto por disparar a Bruce Banner, el Capitán Marvel visitó a She-Hulk que salió de su coma. Cuando She-Hulk exigió airadamente saber el veredicto del juicio de Hawkeye, el Capitán América permaneció en silencio.

### Post-Civil War II
Después del funeral de Bruce Banner, Jennifer Walters abandonó el negocio de los superhéroes y continuó trabajando como abogada donde obtuvo a su primer cliente, Maise Brewn, que era descendiente inhumana. Debido al estrés que siguió a la pelea con Thanos, Jennifer comenzó a pasar incontrolablemente a su versión de Hulk Gris en diferentes intervalos donde esta forma es más grande y más fuerte. Jennifer ayudó a Maise cuando se estaba recuperando del trauma y fue desalojada por su propietario, el Sr. Tick. Cuando Maise se impacientó con Jennifer y convocó a un Golem Miedo que mató al Sr. Tick y algunos oficiales de policía, Jennifer casi es asesinada y se transforma en Hulk. Ella derrotó al Golem Miedo e impidió que Maise se suicidara cuando Maise fuera arrestada por peligro imprudente después.
Después, Jennifer se transformó en Hulk y conoció a la Gata Infernal. Después de volver a cambiar, Jennifer le dijo al Gata Infernal que estaba preocupada por el hecho de que su color gris podría significar que ella es como Bruce (ya que Bruce también tenía una encarnación gris). Más tarde, Jennifer estaba viendo un video en vivo en Internet cuando un panadero llamado Oliver se convirtió en una criatura parecida a Hulk en la cámara. Jennifer pasó varios días tratando de localizarlo, y finalmente lo enfrentó como Hulk en el Puente de Brooklyn. Durante la siguiente batalla, perdió el control de su personaje de Hulk, casi matándolo, aunque la Gata Infernal logró calmarla. Sin embargo, el incidente dejó a Jennifer preocupada por volver a perder el control.
Algún tiempo después, el Líder secuestró a Jennifer y la obligó a transformarse en Hulk para obligarla a matar a su nueva asistente, Robyn, quien voluntariamente pasó por una transfusión de sangre para convertirse ella misma en un monstruo parecido a Hulk. Hulk casi mató a Robyn, pero Jennifer logró recuperar el control, antes de derrotar al Líder electrocutándolo. Jen luego fue con la escritora de autoayuda Florida Mayer, quien usó una pastilla especial para transportar a Jennifer a su subconsciente, lo que la llevó a confrontar su personaje de Hulk y las ilusiones de Thanos y Banner, finalmente superando su trauma en el proceso. Al despertar, Jennifer volvió a su personaje de She-Hulk.
Durante la guerra contra los Cotati, se revela que She-Hulk fue asesinada y reemplazada por un Cotati, atacando a los Vengadores cuando intentaron negociar una tregua con su nuevo enemigo, los héroes solo sobrevivieron al ataque gracias al campo de fuerza de la Mujer Invisible, aunque Cotati / She-Hulk golpea a la Mole y se retira. Mujer Invisible, Mantis y la Mole están enfrascados en combate con She-Hulk poseída por Cotati. De vuelta en Nueva York, Jo-Venn y N'kalla liberan sus recuerdos positivos que reviven a She-Hulk lo suficiente como para romperle el Cotati y detener la lucha entre los Kree y los Skrull. Cuando los Cotati son derrotados, She-Hulk y Thor se llevan a Sequoia. Resulta que She-Hulk pudo volver a la vida gracias a Líder, que ha dominado la forma de controlar la Puerta Verde.

### Jota de Corazones
Después de que Jennifer logró poner su mente en orden, decidió tratar de recomponer su vida y su carrera profesional nuevamente, y fue contratada por su antigua rival Mallory Book, y la socia romántica y profesional de Mallory,  Awesome Andy, para manejar la representación legal y el asesoramiento de otros superhumanos. Para ayudar a Jennifer, su buena amiga Janet Van Dyne, la Avispa, también le dio un espacioso apartamento nuevo.
Durante este tiempo, Jennifer también hizo las paces con su antigua enemiga Titania (aunque decidieron mantenerse mutuamente como compañeras de combate habituales bajo circunstancias legales), y poco a poco entró en una relación romántica con su antiguo compañero de equipo Jota de Corazones.
April, una científica con inteligencia mejorada por la radiación gamma, y su sobrehumanamente fuerte esposo Mark, también buscaron drenar a She-Hulk de sus poderes para estabilizar sus propias mutaciones. Fracasaron en su intento, pero como resultado, Jack perdió el control sobre sus poderes en un grado suficiente para drenar automáticamente a Jennifer de sus poderes si se tocaban físicamente, por lo que su relación tuvo que volverse platónica a partir de ese momento.
Para complicar aún más la situación, un ladrón encantador y enormemente sobrehumano que se hace llamar The Scoundrel comenzó a coquetear activamente con She-Hulk durante sus intentos de detenerlo.

## Poderes y habilidades
En su forma de Hulka, Jennifer posee una inmensa fuerza sobrehumana, que la equipara a personajes como Hércules, Juggernaut, Gladiador o Thor, entre otros poderosos. Cuando se transforma gana y pierde una masa considerable (en su mayoría músculos) a través de medios desconocidos.
Como Hulk es exponencialmente más fuerte que Jennifer Walters, lo que significa que cualquier fuerza extra ganada como Jennifer Walters a través del entrenamiento físico intenso es amplificada al transformarse, fortaleciendo su forma como Hulka. Esto se demostró cuando levantó con una sola mano las pesas para entrenar más grandes de La Cosa (cercanas a las 100 toneladas) y al ganarle un pulso al semidiós Hércules (el cual no ha recuperado sus poderes "divinos" completos desde que fuera expulsado del Olimpo por su padre, Zeus). Ella hizo uso de esta fuerza y entrenamiento exponencial cuando peleó por el título de Campeón del Universo en un mundo extraterrestre en el cual los juicios eran decididos en arenas de boxeo.
En sus inicios, Hulka tenía la habilidad de levantar 50 toneladas. Desde entonces, ha incrementado su nivel de fuerza a través del entrenamiento hasta el punto en el que es capaz de levantar más de 100 toneladas. La rutina específica de Hulka fue descrita en el número 1 de Marvel Illustrated: Swimsuit Issue (1991). Cuando apareció en ese número usaba pesas de 30 toneladas para calentar, y podía levantar un máximo de 75 toneladas una única vez durante el entrenamiento, antes de fatigarse. Asumiendo que los patrones de crecimiento muscular de Hulka son similares a los normales en los humanos, ella podría realizar su esfuerzo máximo sólo unas pocas veces al día, como mucho, sin sufrir daños potenciales, pero si descansara un día o dos entre rutinas (incluyendo los breves períodos de máximo ejercicio físico), sus músculos gradualmente se harían más fuertes durante ese descanso. El artículo de Marvel Illustrated sutilmente implica que este es el caso.
Se supone que Hulka ya es casi tan fuerte como su primo, el increíble Hulk. Esto significa que Hulka es con mucho más fuerte que la mayoría de los héroes del Universo Marvel.
Gracias al entrenamiento con la raza de los Ovoides, Hulka puede cambiar sus características físicas y sus poderes con las de otro ser simplemente enfocando una imagen mental de la persona y deseando que la transferencia tenga lugar. La intención original de la habilidad Ovoide es intercambiar las mentes del usuario y otro ser, pero el Ovoide que entrenó a Hulka considera que algún factor en su fisiología mutada por rayos gamma provoca que su uso de este talento se manifieste de una manera distinta. Debe notarse que raramente usa ese poder; y a menos que ella inicie este intercambio con otro ser superhumano, ella se vuelve básicamente humana en habilidades aunque conservando su color verde y en general la mayoría de las características físicas que la identifican como Hulka, lo que la hace muy vulnerable al ataque (un hecho del cual se aprovechó la super villana Titania en una oportunidad en que Hulka usó esta habilidad).
Hulka obtuvo una protección adicional gracias a su compañera de Los Vengadores, la Bruja Escarlata, cuando su asignación más reciente requería que se reportara a trabajar como Jennifer Walters. La Bruja Escarlata realizó un hechizo con el cual nadie que tuviera intenciones maliciosas con Hulka pudiese ser capaz de reconocerla como Jennifer Walters, a pesar del hecho de que su identidad como Hulka es de conocimiento público. Sin embargo, el hechizo se manifestó de manera un poco extrema, convirtiendo a Jennifer Walters en un ser completamente indetectable (invisible, inaudible, etc.) a los sentidos de cualquiera que desease lastimar a Hulka. Esto tiene sus ventajas, ciertamente, pero acarrea el problema de que Jennifer es completamente incapaz de comunicarse con alguien que guarde resentimientos hacia Hulka, aun cuando ella tenga información que le pueda resultar útil o que pueda salvarle la vida a este individuo. Todavía queda por ver si esta provisión en contra de "intenciones dañinas" aplica sólo para aquellos que quieran dañar a Hulka; esto es, si alguien que desee dañar a Jennifer Walters por razones inconexas a su personalidad como Hulka (como un criminal a quien ella acusó y encarceló exitosamente) será capaz de reconocerla a pesar del hechizo.
Uno de los mayores poderes de Hulka es su capacidad para amar y ser amable con la gente necesitada. Ese poder convenció a la Autoridad de la Variación del Tiempo de que era merecedora de continuar su trabajo como superheroína. Ese poder también ha ayudado a evitar que el Increíble Hulk se volviera más brutal de lo que ya es, según lo que él ha dicho.

### Habilidades
Hulka es una buena combatiente cuerpo a cuerpo, habiendo sido entrenada por el Capitán América y Gamora en el pasado. Incluso en su forma más pequeña como Jennifer Walters, ella puede usar sus habilidades en artes marciales para librarse de problemas comunes como ladrones callejeros.
Hulka es también extremadamente inteligente y una muy cualificada abogada. Debe notarse, en términos de méritos profesionales, que Hulka es una de las pocas superheroínas con un doctorado. Mientras estaba en la escuela de leyes, fue miembro de la Orden de la Cofia, una sociedad nacional meritoria para los más excelsos académicos de las leyes. Ella ha mostrado gran versatilidad en su práctica legal, representando a criminales, corporaciones e incluso víctimas de la violencia doméstica. Así, a pesar de su imagen de chica fiestera, Hulka es una intelectual de marca mayor.
Esto no significa que Hulka se considere demasiado superior como para no usar su atractivo y su sex appeal como una ventaja táctica en el combate. Así lo hizo en un combate contra el Halcón, cuando aún era soltero, en sus primeras apariciones en Los Vengadores. El número 100 de She-Hulk también hace notar que ella una vez distrajo y destruyó algunos villanos alienígenas por sufrir un error accidental en el funcionamiento del guardarropa, el cual reveló lo que bajo testimonio oficial de la corte eran las más grandes inmencionables de cualquier heróina del Universo Marvel.
Una debilidad importante de Hulka es su hábito de llegar siempre tarde a las citas - como en una página de Avengers Unplugged #4 (abril de 1996). Debido a su habitual tardanza, una vez perdió la oportunidad de aparecer con otros Vengadores en un segmento del show de David Letterman.
Una segunda debilidad es que Hulka permite que a veces la gente se aproveche de su naturaleza compasiva. En su aparición en Spidey Super Stories #50 (enero de 1981), Jennifer Walters fungió como la abogado defensor del Rinoceronte, porque creyó inocentemente que él no era culpable del crimen del que se le acusaba. Posteriormente, después de descubrir que el Rinoceronte pretendía hacerla cometer un perjurio, fue forzada a testificar contra su propio cliente.
Su naturaleza afectuosa también la ha hecho de algún modo hiper-agresiva en su búsqueda de algunos hombres, como por ejemplo, La Cosa. Los dos coincidieron en Marvel Two-in-One #50 (junio de 1982); Hulka lo ayudó a salvar una central eléctrica y lo presionó para que pasara un fin de semana con ella. En circunstancias posteriores, aparentemente ella tuvo encuentros sexuales con otros personajes, incluyendo un Vengador, Starfox (Avengers 234, agosto de 1983). Sin embargo, debido a que esas historietas fueron publicadas bajo el Códice del Cómic (que específicamente prohibía sexo ilícito entre personajes) y a que de acuerdo a la historieta, todos los cómics de la era del códice son considerados documentos legales que representan los eventos con precisión, puede asumirse que Hulka no cometió ningún acto sexual con ningún otro personaje (aparentemente pasó todo ese tiempo besándose, abrazándose y acariciándose púdicamente, mientras discutía asuntos legales).
Algunos lectores interpretan los acontecimientos de modo diferente, como cuando ella coqueteó con Luke Cage al ser ambos miembros de Héroes en Alquiler, y, posteriormente cuando tuvo un apasionado encuentro de una noche con el Juggernaut. Sin embargo, debido a que no existe ningún registro oficial de actividad sexual de Hulka con otros personajes, el encuentro sexual no necesariamente ocurrió. Lo que constituye específicamente la definición de "sexo" dada por el Códice del Cómic es un asunto de debate.
Luke Cage fue un personaje de alta importancia en Alias, la historieta de Brian Michael Brendis en la que se reveló que él había dormido con Hulka en el pasado.

## Otras versiones

### Ultimate She-Hulk
La versión Ultimate del personaje vio la luz en Ultimate Wolverine Vs Hulk, en esta historia, la Doctora Jennifer Walters logra mejorar el suero del supersoldado que convirtió a su primo en el temible Hulk y lo prueba en un Hámster, teniendo como resultado un enorme animal con todos los poderes de Hulk pero totalmente calmado. Betty Ross roba el suero y se lo inyecta en sí misma, transformándose en el equivalente Ultimate de la gigante de jade, con sus nuevos poderes, va ayudar a su amado de ser asesinado por Wolverine (llegó a interrumpir que Hulk se coma una de las piernas de Wolverine, en realidad Hulk no tenía mayores problemas). Al final del arco, S.H.I.E.L.D. la captura y la encierran en una prisión especial donde buscaran revertir su condición.

### Marvel Zombies
En el universo de Marvel Zombies, se ve a She-Hulk saliendo de la mansión de los Vengadores ya zombificada. Más tarde se la ve restringida por The Thing después de comer a Franklin Richards y Valeria Richards. La Mujer Invisible luego procede a crear un campo de fuerza dentro de la cabeza de She-Hulk, matándola efectivamente y también borrando su cuerpo zombificado.

### Viejo Logan
En la realidad del "Viejo Logan", She-Hulk y Hulk, sobrecargados de rayos gamma, tuvieron una relación incestuosa y dieron a luz a un clan "hillbilly" de Hulks súper fuertes pero tontos llamado Hulk Gang.
También se reveló que She-Hulk ayudó a Daredevil y Moon Knight a luchar contra Enchantress y Electro en Manhattan y murió en la batalla.

### Spider-Gwen
En la continuidad principal de Spider-Gwen, She-Hulk es una famosa luchadora que llegó a la escuela secundaria de Gwen y desafió a los miembros de la audiencia a un combate de lucha similar a Crusher Hogan de la continuidad principal. A diferencia de Crusher, ella ofreció donar el dinero a la caridad si ella perdía. Gwen estaba preparada para luchar contra She-Hulk en su primera semana como Spider-Woman, pero se distrajo cuando un ladrón amenazó a Ben Parker. Mientras Ben y Gwen lidiaban con el ladrón, She-Hulk deja que los Mary Janes la derroten para poder donar a la caridad.

## En otros medios

### Televisión

#### Animación
- Hizo aparición por primera vez en The Incredible Hulk (año 1982) haciendo debut en el episodio Enter She-Hulk y con la voz de Victoria Carroll.[75]

- Hace un cameo como vengadora en Los Cuatro Fantásticos (1994) TV serie animada, Temporada 2, Capítulo 19.en la colección de la serie, en la temporada 2 es el episodio 6, (año: 1995), Título: La Batalla Contra El Planeta Viviente.

- Fue coprotagonista en la aclamada serie televisiva The Incredible Hulk (año 1996) interpretada por Lisa Zane en la primera temporada y por Cree Summer en la segunda, su origen es ligeramente modificado siendo el culpable de su hemorragia el Doctor Doom.

- She-Hulk aparece en el episodio de Los Cuatro Fantásticos: Los Héroes más Grandes del Mundo, Temporada 1: Episodio 18: Título: La Cura, año 2006, con la voz de Rebecca Shoichet.[75][76] Después de que Ben Grimm vuelve a su forma humana, She-Hulk audiciona para reemplazarlo en Los 4 Fantásticos y mantiene la posición hasta que Ben Grimm cambia de nuevo.

- Además de estar en los dos primeros títulos de la serie, She-Hulk aparece en el episodio de The Super Hero Squad Show, So Pretty When They Explode, con la voz de Katee Sackhoff.[77]

- She-Hulk aparece en la nueva serie Hulk and the Agents of S.M.A.S.H. con la voz de Eliza Dushku.[78][79] Ella forma un equipo con su primo Hulk, al lado de A-Bomb, Hulk Rojo y Skaar. En la primera temporada, Jennifer Walters es una piloto acróbata en su identidad civil y sus habilidades como abogada también se mencionan. Como parte de los Agentes de S.M.A.S.H., pilotea al equipo en el jet. En la segunda temporada, el episodio "Prisioneros Inesperados", no hay una referencia al trabajo legal de She-Hulk. En el episodio "Ruedas de Furia", se revela que She-Hulk es una experta en rollerskater como se ve cuando los Agentes de S.M.A.S.H. y Iron Man tuvo que participar en un roller derby contra los robots de Mainframe.

- She-Hulk aparece también en la tercera temporada de Ultimate Spider-Man: Web Warriors, nuevamente interpretada por Eliza Dushku.[75] En el episodio, "Concurso de Campeones" Pt. 3, el Coleccionista convocó a She-Hulk, A-Bomb y Hawkeye para ayudar a Thor a luchar contra el equipo del Gran Maestro, compuesto por Annihilus, Attuma y Terrax. El equipo del Coleccionista es derrotado incluso cuando Spider-Man destruye la nave del Gran Maestro. En el episodio, "Concurso de Campeones" Pt. 4, She-Hulk es la primera superheroína que Spider-Man liberó mientras ayuda a Spider-Man a liberar a los otros superhéroes.

#### Acción en vivo
- Tatiana Maslany interpreta a Jennifer Walters en la serie de Disney+ She-Hulk: Attorney at Law (titulada como She-Hulk: defensora de héroes en Hispanoamérica y She-Hulk: abogada Hulka en España), ambientada en Marvel Cinematic Universe.[80][81] Jennifer Walters es una abogada de la firma Goodman, Lieber, Kurtzberg & Holliway (GLK&H) que se especializa en casos que involucran a superhumanos y se convierte en una poderosa versión verde de sí misma de 6 pies y 7 pulgadas (2,01 metros), similar a su primo Bruce Banner (Hulk). En esta versión, se contamino accidentalmente con la sangre de Banner luego de un ataque de una nave exploradora sakaariana en lugar de recibir intencionalmente una transfusión de sangre de él.[82] Luego es contratada por GLK&H para ser el rostro de su división de leyes sobrehumanas, y más tarde sale con Matt Murdock.

### Películas
- La Marvel Entertainment Inc. anunció, el 12 de mayo de 2008, que se estaba desarrollando una película sobre She-Hulk, en la que se tratará de crear una versión más sexy y salvaje que los cómics. Finalmente, dicha película no llegó a realizarse.
- En 2017 la directora Rachel Talalay mostró interés en dirigir una película sobre She-Hulk con un tratamiento del borrador ya desarrollado. Marvel Studios podría darle luz verde gracias a los resultados de Wonder Woman y sería la tercera película del Universo Cinematográfico en ser protagonizada por una mujer después de la confirmada Capitana Marvel en 2019 y el spin-off de Black Widow en 2020.

### Videojuegos
- She-Hulk fue jugable en el juego de Los Cuatro Fantásticos de PlayStation, de jugabilidad desplazamiento lateral "hasta que ella aparece junto con el resto de los Cuatro Fantásticos, un guiño a su tiempo con el grupo.

- Apareció como un personaje no jugable en Marvel Super Heroes de Capcom. She-Hulk se puede ver en el fondo del nivel final, después de haber sido convertida en piedra junto con otros héroes. En el video final (después de derrotar a Thanos) ella y los otros se muestran volviendo a la normalidad.

- She-Hulk aparece en el elenco de Marvel Ultimate Alliance 2.

- También en el juego Marvel Super Hero Squad: The Infinity Gauntlet.

- Aparece en el juego de lucha Marvel vs. Capcom 3: Fate of Two Worlds como personaje jugable.

- Aparece como personaje jugable en el videojuego en línea Marvel: Avengers Alliance.

- Aparece en la Temporada 4 del Capítulo 2 en el famoso videojuego Fortnite: Battle Royale, es un personaje jugable ya que forma parte del Pase de Batalla. Al principio es Jennifer Walters, sin embargo al realizar una serie de desafíos se transforma en She-Hulk, posterior a eso, puede estar cambiando de forma conforme el jugador lo deseé.
- Aparece como personaje jugable en Marvel Contest of Champions.[83]